# Lamin (ort i North Bank)
Lamin är en ort i Gambia. Den ligger i regionen North Bank, i den västra delen av landet, 19 km sydost om huvudstaden Banjul. Antalet invånare var 904 vid folkräkningen 2013.